# Prionurus scalprum
El Prionurus scalprum es una especie de pez cirujano del género Prionurus, encuadrado en la familia Acanthuridae. Es un pez marino del orden Perciformes, distribuido por aguas subtropicales del océano Pacífico noroeste. Su nombre común en inglés es Scalpel sawtail, o cola vista escalpelo.
Es una especie común en Japón, sin embargo, no se dispone de información del resto de su rango de distribución.

## Morfología
Tiene el cuerpo en forma oval, comprimido lateralmente. La boca es pequeña, protráctil y situada en la parte baja de la cabeza; con dientes moderadamente grandes y aplanados. Los juveniles son más redondeados de forma.
El color base es gris-marrón. La aleta caudal es de color azul claro, con la base de color blanco, siendo su característica más identificadora. 
Tiene 9 espinas dorsales, de 22 a 24 radios blandos dorsales, 3 o 4 espinas anales y de 21 a 23 radios blandos anales. Cuenta con cuatro o cinco placas a cada lado del pedúnculo caudal, teniendo las tres o cuatro posteriores pequeñas espinas defensivas de forma triangular.
Puede alcanzar una talla máxima de 50 cm.

## Hábitat y modo de vida
Especie asociada a arrecifes, habita aguas soleadas de arrecifes y áreas rocosas ricas en algas. Suele formar grandes cardúmenes para alimentarse.
Su rango de profundidad oscila entre 2 y 20 m.

## Distribución
Se distribuye en el océano Pacífico noroeste. Es especie nativa de China (incluyendo Taiwán y Hong Kong), Corea y Japón.

## Alimentación
Es herbívoro, y se alimentan principalmente de las algas que crecen en las rocas.

## Reproducción
Son dioicos, de fertilización externa y desovadores pelágicos, en parejas y grandes agregaciones de individuos. No cuidan a sus crías.